# 謝定瑜
謝定瑜，臺灣電視編劇 ，偶像劇名編劇、導演。從事長篇連續劇創作。作品多以社會寫實問世，其代表作如《親愛的，我愛上別人了》，近期作品為身兼編劇、導演的電視電影《閱讀時光II：生活是甜蜜》。

## 編劇作品
- 2002年民視《愛情風味屋》
- 2002年中視《愛情白皮書》
- 2003年衛視中文台《第八號當舖》
- 2003年台視《牽手向明天》
- 2005年華視《真命天女》
- 2007年台視《櫻野三加一》
- 2011年台視《我的完美男人》
- 2012年台視《半熟戀人》
- 2013年台視《親愛的，我愛上別人了》
- 2015年台視《春梅》
- 2017年台視《閱讀時光II：生活是甜蜜》

## 導演作品
- 2017年台視《閱讀時光II：生活是甜蜜》

## 外部連結
- 謝定瑜在互联网电影资料库（IMDb）上的資料（英文）
- 謝定瑜在豆瓣上的资料（简体中文）
- 華文影史庫 謝定瑜簡介 （页面存档备份，存于）（繁體中文）